# توني ميلر (لاعب اتحاد الرغبي)
توني ميلر (بالإنجليزية: Tony Miller)‏ هو لاعب اتحاد الرغبي أسترالي، ولد في 28 أبريل 1929 في Manly, New South Wales ‏ في أستراليا، وتوفي في 6 أبريل 1988 في سيدني في أستراليا.

## وصلات خارجية
- توني ميلر عل موقع إسبنسكروم (الإنجليزية)